# Lobveronika
Lobveronika (Veronica biloba) är en grobladsväxtart som beskrevs av Johann Christian Daniel von Schreber. Enligt Catalogue of Life ingår Lobveronika i släktet veronikor och familjen grobladsväxter, men enligt Dyntaxa är tillhörigheten istället släktet veronikor och familjen grobladsväxter. Arten förekommer tillfälligt i Sverige, men reproducerar sig inte. Inga underarter finns listade i Catalogue of Life.

## Bildgalleri

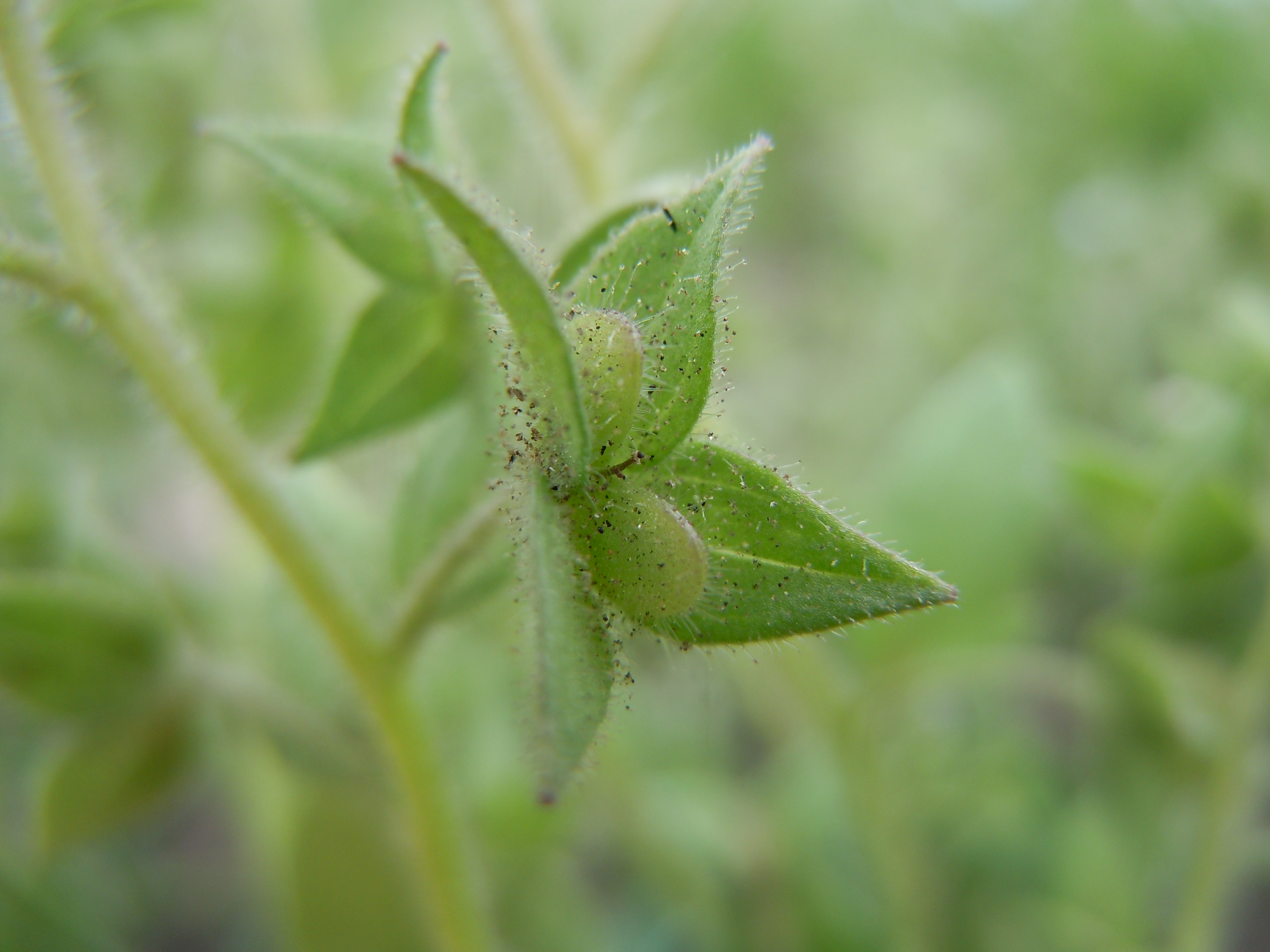
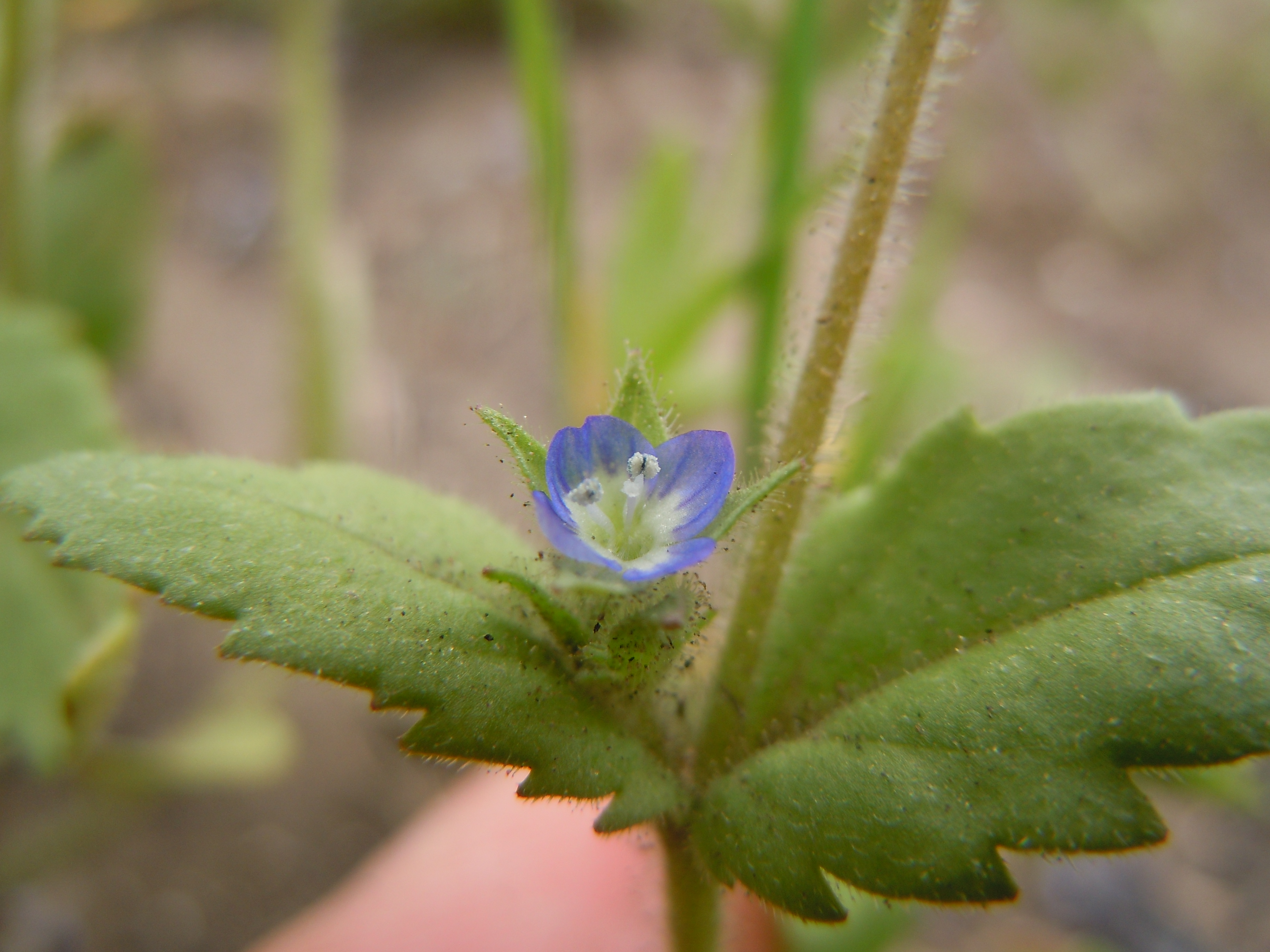
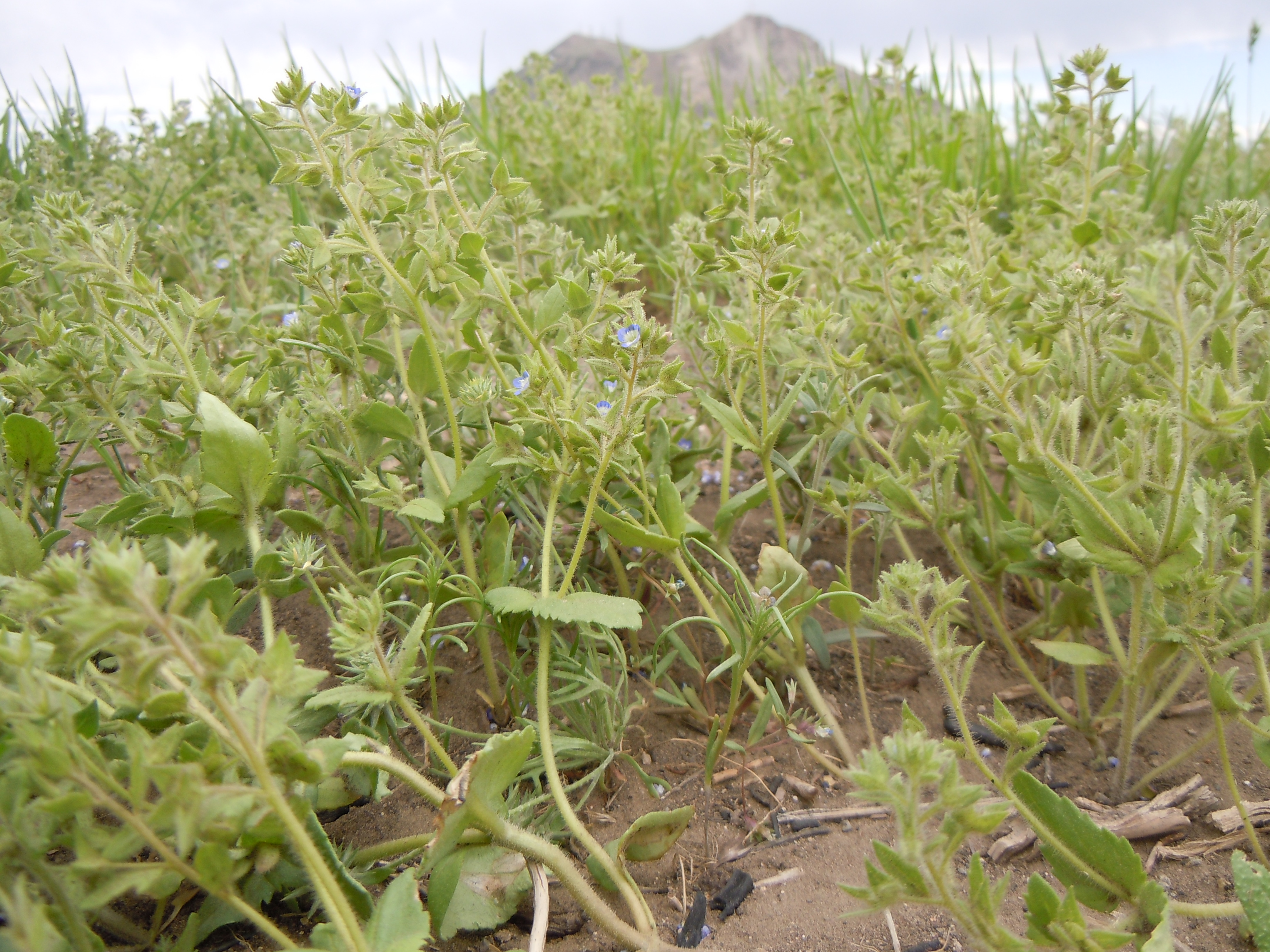